# Богдан Гонсьор
Богдан Гонсьор (16 лютого 1937 , Хожув ) — польський фехтувальник на шпагах, бронзовий призер Олімпійських ігор 1968 року, чемпіон світу.

## Виступи на Олімпіадах
| Олімпіада   | Дисципліна          | Місце |
| ----------- | ------------------- | ----- |
| Рим 1960    | індивідуальна шпага | 13    |
| Рим 1960    | командна шпага      | 9     |
| Токіо 1964  | індивідуальна шпага | 5     |
| Токіо 1964  | командна шпага      | 5     |
| Мехіко 1968 | індивідуальна шпага | 9     |
| Мехіко 1968 | командна шпага      | 3     |
| Мюнхен 1972 | індивідуальна шпага | 13    |
| Мюнхен 1972 | командна шпага      | 6     |